# Ciprus a 2022. évi téli olimpiai játékokon
Ciprus a kínai Pekingben megrendezett 2022. évi téli olimpiai játékok egyik részt vevő nemzete volt. Az országot az olimpián 1 sportágban 1 sportoló képviselte, aki érmet nem szerzett.

## Alpesisí
Férfi
| Versenyző           | Versenyszám      | 1. futam      | 1. futam      | 2. futam | 2. futam | Összesítés | Összesítés |
| Versenyző           | Versenyszám      | Idő           | Hely.         | Idő      | Hely.    | Idő        | Helyezés   |
| ------------------- | ---------------- | ------------- | ------------- | -------- | -------- | ---------- | ---------- |
| Yianno Kouyoumdjian | Óriás-műlesiklás | 1:20,66       | 50.           | 1:21,85  | 39.      | 2:42,51    | 42.        |
| Yianno Kouyoumdjian | Műlesiklás       | nem ért célba | nem ért célba | kiesett  | kiesett  | kiesett    | kiesett    |